# Südprovinz (Sambia)
Die Südprovinz (englisch Southern Province) der Republik Sambia ist eine der zehn Provinzen des Landes. Sie hat 2381728 Einwohner (2022) bei einer Fläche von 85.283 km². Provinzhauptstadt der Südprovinz war Livingstone und seit 2013 ist es Choma.

## Geografie
Die Südprovinz grenzt im Westen an die Westprovinz und im Norden an die Zentralprovinz und Lusaka. Im Süden, jenseits des Sambesi und der Kariba-Talsperre, grenzt sie an die Provinzen Mashonaland West und Matabeleland North in Simbabwe. Im äußersten Südwesten grenzt sie an die Region Sambesi auf dem Caprivizipfel in Namibia und das pseudo Vierländereck mit dem Chobe District in Botswana. Ebenfalls im Südwesten liegen die Viktoriafälle.
| Westprovinz                               | Zentralprovinz                              | Lusaka                     |
| Westprovinz                               | Kompassrose, die auf Nachbargemeinden zeigt | Mashonaland West, Simbabwe |
| Sambesi, Namibia Chobe District, Botswana | Matabeleland North, Simbabwe                | Mashonaland West, Simbabwe |

## Wirtschaft
Die Südprovinz zeigt nach agrarwirtschaftlichen Gesichtspunkten stark differenzierte Bodenqualitäten: schlechte Böden in den Höhenlagen und im Tal des Sambesi, gute im Gebiet der Kafueauen. Allerdings zeigt Choma, dass selbst auf schlechteren Böden in den höheren Lagen mit Agrartechnik hoch profitabeler Landbau betrieben werden kann. So ist die Südprovinz eine der Kornkammer Sambias. Im Umland von Mazabuka wird ein großer Teil des Zuckers für das Land erzeugt.
An Industrie gibt es vor allem verarbeitendes Gewerbe, das Agrarerzeugnisse weiterverarbeitet. Sie ist vornehmlich in der Stadt Kafue angesiedelt.
Die Südprovinz ist der wichtigste Energieproduzent Sambias. Kariba-Talsperre, Kafue-Talsperre und Itezhitezhi-Damm versorgen das Land nicht nur mit Strom, sondern erwirtschaften durch Stromexporte auch Devisen. Dann gibt es noch die Kohlegruben von Maamba, von denen aber kein wirtschaftlicher Impuls auf die Provinz ausgeht.
Eine weitere wichtige Einkommensquelle ist der Tourismus, der sich jedoch im Wesentlichen auf die Victoriafälle und Livingstone konzentriert und dort für Einkommen sorgt. Der Tourismus im weiteren Sambesital, also in der Südprovinz ist zwar zahlungskräftiger, doch nach Zahlen gering. Als Wirtschaftsfaktor wirkt er hier nur sehr punktuell. Die Nationalparks in den Kafueauen, vor allem der Lochinvar-Nationalpark, müssen sich erst noch entwickeln.

## Distrikte

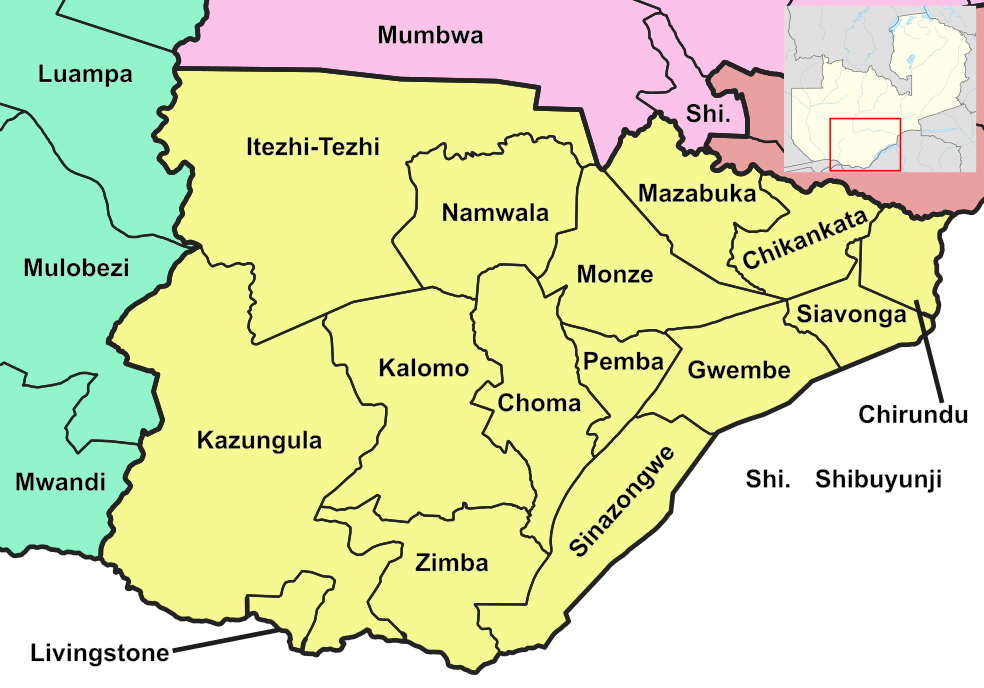
Distrikte der Südprovinz

Die Provinz besteht aus 15 Distrikten (Stand 2022):
| Distrikt     | Fläche in [km²] | Einwohner 2010 | Einwohner 2022 | Durchschnittliche jährliche Wachstumsrate [%] | Bevölkerungsdichte 2022 [Einwohner/km²] |
| ------------ | --------------- | -------------- | -------------- | --------------------------------------------- | --------------------------------------- |
| Chikankata   | 2673            | 59.909         | 98.671         | 4,2                                           | 37                                      |
| Chirundu     | 1386            | 47.344         | 78.780         | 4,3                                           | 57                                      |
| Choma        | 5146            | 180.673        | 266.916        | 3,3                                           | 52                                      |
| Gwembe       | 3982            | 53.117         | 79.273         | 3,4                                           | 15                                      |
| Itezhi Tezhi | 15.791          | 68.599         | 130.216        | 5,5                                           | 8                                       |
| Kalomo       | 8382            | 188.693        | 274.640        | 3,2                                           | 33                                      |
| Kazungula    | 18.056          | 104.731        | 173.002        | 4,3                                           | 10                                      |
| Livingstone  | 690             | 139.509        | 177.393        | 2,0                                           | 257                                     |
| Mazabuka     | 4008            | 171.063        | 232.045        | 2,6                                           | 58                                      |
| Monze        | 4771            | 191.872        | 268.432        | 2,8                                           | 56                                      |
| Namwala      | 5678            | 102.866        | 167.938        | 4,2                                           | 30                                      |
| Pemba        | 1887            | 67.187         | 101.021        | 3,5                                           | 54                                      |
| Siavonga     | 2541            | 42.869         | 66.030         | 3,7                                           | 26                                      |
| Sinazongwe   | 4814            | 101.617        | 159.055        | 3,8                                           | 33                                      |
| Zimba        | 5480            | 69.877         | 108.316        | 3,7                                           | 20                                      |
| Gesamt       | 85.283          | 1.589.926      | 2.381.728      | 3,4                                           | 28                                      |

Gemäß einer Verfügung der Regierung Sambias vom 31. Dezember 2021 wurden zwei Distrikte der Provinz zugeordnet:
- Chirundu
- Itezhi Tezhi

Der technische Transfer fand im Spätsommer und Herbst 2022 statt.

## Demografie
| Jahr | Einwohnerzahl |
| ---- | ------------- |
| 1969 | 496.041       |
| 1980 | 671.923       |
| 1990 | 907.150       |
| 2000 | 1.212.124     |
| 2010 | 1.589.926     |
| 2015 | 1.853.464     |
| 2022 | 2.381.728     |